# زیرلانکیا (سریک)
زیرلانکیا (به انگلیسی: Zırlankaya) یک محله در شهرداری و ناحیه سریک، استان آنتالیا، ترکیه است.  جمعیت آن در سال ۲۰۲۲، ۴۰۰ نفر بوده است. 